# Ерасхаун
Ерасхаун (арм. Երասխահուն) — село в Армавирской области Армении.

## География
Село расположено в юго-восточной части марза, при автодороге , к северу от реки Аракс, на расстоянии 14 километров к юго-востоку от города Армавира, административного центра области. Абсолютная высота — 840 метров над уровнем моря.
Климат
Климат характеризуется как семиаридный (BSk в классификации климатов Кёппена). Среднегодовая температура воздуха составляет 12,4 °C. Средняя температура самого холодного месяца (января) составляет −2,8 °С, самого жаркого месяца (июля) — 25,7 °С. Расчётная многолетняя норма атмосферных осадков — 285 мм. Наибольшее количество осадков выпадает в мае (49 мм).

## Население
| Год переписи | Население          | Население          | Население          | Население            | Население            | Население            |
| Год переписи | Наличное население | Наличное население | Наличное население | Постоянное население | Постоянное население | Постоянное население |
| Год переписи | Всего              | Мужчины            | Женщины            | Всего                | Мужчины              | Женщины              |
| ------------ | ------------------ | ------------------ | ------------------ | -------------------- | -------------------- | -------------------- |
| 2001         | 1356               | 664                | 692                | 1461                 | 718                  | 743                  |
| 2011         | 1802               | 867                | 935                | 1834                 | 885                  | 949                  |